# The Race
"The Race" je promotivni singl repera Wiza Khalife koji se nalazi na njegovom debitantskom studijskom albumu Rolling Papers. Pjesma je kao singl objavljena u formatu digitalnog downloada, 8. ožujka 2011. godine. Producenti pjesme su E. Dan i Big Jerm. Pjesma je na top ljestvici Billboard Hot 100 debitirala na poziciji broj 66.

## Popis pjesama
Digitalni download
| Br. | Skladba               | Trajanje |
| --- | --------------------- | -------- |
| 1.  | »The Race« (Explicit) | 5:35     |
| 2.  | »The Race« (Clean)    | 5:35     |

## Top ljestvice
| Top ljestvice (2011.)   | Završna pozicija |
| ----------------------- | ---------------- |
| SAD (Billboard Hot 100) | 66               |

## Datumi objavljivanja
| Država                     | Nadnevak        | Format             | Diskografska kuća                | Izvor |
| -------------------------- | --------------- | ------------------ | -------------------------------- | ----- |
| Sjedinjene Američke Države | 8. ožujka 2011. | digitalni download | Atlantic Records Rostrum Records | [ 2 ] |